# Индийско орехче
Индийското орехче е семето на няколко вида вечнозелени дървета от рода Myristica. Тези дървета растат естествено в тропиците на Югоизточна Азия и Австралазия.
Самото орехче има яйцеобразна форма с дебелина 15 – 18 mm и дължина 20 – 30 mm. Използва се изсушената кора на костилката или самата костилка. От дърветата се произвеждат и няколко други продукта — етерични масла, смоли и масло.
Най-важният вид е обикновеното или ароматно индийско орехче Myristica fragrans, растящо на индонезийските острови Банда. Отглежда се на Карибите, особено в Гренада. Други видове са папуаското индийско орехче M. argentea от Нова Гвинея и бомбайското индийско орехче M. malabarica от Индия. И двете се използват като примеси в продукти от M. fragrans.

## Употреба в готварството
Индийското орехче и кората му имат близки вкусови качества, като вкусът на орехчето е малко по-сладък и по-деликатен. Кората често се предпочита в ястия със светъл цвят заради светлооранжевия, шафраноподобен цвят, който им придава. Кората е по-скъпа, защото добивът ѝ е само 15% от този на орехчето.
В индийската кухня орехчето се използва почти изключително в сладкиши.
В европейската кухня орехчето и кората му се използват особено често в картофени ястия и в преработени месни продукти. Използват се също в супи, сосове и печени изделия.
Японските варианти на кърито включват индийско орехче сред съставките си.

## Етерични масла
Етеричното масло се получава чрез парна дестилация на смляно индийско орехче и се използва много в парфюмерията и фармацията.
Маслото е безцветно или светложълто и има вкус и аромат на индийско орехче. Съдържа много съставки интересни за масленохимическата промишленост и се използва за естествен овкусител за печени изделия, сиропи (напр. Кока Кола), напитки, сладкиши и др. Успешно заменя смляното индийско орехче, тъй като не оставя частици в храната. Етеричното масло се използва също в козметичната и фармацевтичната промишлености, например в пасти за зъби и като основна съставка в някои сиропи за кашлица. В традиционната медицина индийското орехче и неговото масло са били използвани за болести, свързани с нервната и храносмилателната система. Миристицинът в етеричното масло вероятно е отговорен за халюциногенните качества на маслото от индийско орехче.
Външно маслото се използва за ревматични болки и, както и карамфиловото масло, може да се използва като спешно средство срещу тъпа зъбна болка. Във Франция го дават на капки в мед при храносмилателни разстройства и го използват при лош дъх в устата. Сложете 1–2 капки върху клечка с памук и го нанесете върху венците около болящия зъб, докато го види зъболекар. Използвайте 3–5 капки върху бучка захар или в лъжица мед за повдигане, гастроентерит, хронична диария или стомашно разстройство.
Чрез разтваряне на 10 капки масло от индийско орехче в 10 ml бадемово масло може да се приготви масажно масло. То може да се използва при мускулни болки, свързани с ревматизъм или пренапрежение. Може да се комбинира с етерични масла от мащерка или розмарин. При приготовленията за раждане коремът се масажира ежедневно в трите седмици преди очаквания ден на раждането със смес от 5 капки масло от индийско орехче и не повече от 5 капки масло от градински чай с 25 ml бадемово масло.

## Масло от индийско орехче
Маслото от индийско орехче е полутвърдо и червено-кафяво на цвят. Има вкус и аромат на индийско орехче. Около 75% (тегловни) от маслото са тримиристин, който може да се преобразува в миристикова киселина, 14-въглеродна мастна киселина, която може да се използва като заместител на какаовото масло, може да се смесва с други мазнини като памуково масло или палмово масло и се използва и като промишлена смазка.

## История
Индийското орехче вероятно произхожда от Нова Гвинея или Молукските острови. То достига до Индия преди 6 век и до Константинопол към 540 г. На изток орехчето се използва като лекарство, докато в Европа се употребява предимно като подправка. Има свидетелства, че римските жреци може би са горели индийско орехче като тамян, въпреки че това е спорно. Знае се, че е използвано като високо ценена и скъпа подправка през Средновековието. Свети Теодор Студит е бил известен с това, че позволявал на монасите си да поръсват с индийско орехче граховия пудинг, когато е трябвало да го ядат. В епохата на Елизабет I се е вярвало, че индийското орехче може да отблъсне чумата, поради което то било много популярно. С индийско орехче са търгували арабите през Средновековието в доходния пазар с Индийския океан. През късния 15 век Португалия завладява търговията с Индийския океан, включително и търговията с индийско орехче с договора от Тордесиляс с Испания и отделен договор със султана на Тернат. По-късно, през 17 век, холандците започват да доминират в търговията. При окупацията на Молукските острови от британците в края на 18 век индийското орехче е изнесено от тях и започва да се отглежда в Пенанг и Сингапур и ликвидират монопола на холандците. В началото на 19 век индийското орехче е занесено и в Америка и постепенно започва да се отглежда и там. Един от основните производители става Гренада, където индийското орехче измества захарната тръстика.

## Производство
Световното производство на индийско орехче се оценява средно на около 10 000 до 12 000 тона на година при годишно световно търсене, оценено на 9000 тона. Производството на кора от индийско орехче се оценява на 1500 до 2000 тона на година. Индонезия и Гренада доминират производството и износа на двата продукта със световен пазарен дял от съответно 75% и 20%. Между останалите производители са Индия, Малайзия, Папуа Нова Гвинея, Шри Ланка и някои Карибски острови като Сент Винсент. Главните пазари-вносители са Европейската общност, САЩ, Япония и Индия. Сингапур и Холандия са основните реизносители.
Една възможна бъдеща употреба на индийското орехче е естествената борба с насекомите, които нападат складираните зърнени храни.
Някога индийското орехче е била една от най-скъпите подправки. Говори се, че в Англия преди няколкостотин години няколко индийски орехчета е можело да бъдат продадени за сума, достатъчна да осигури финансова независимост за цял живот.
Първият добив от дърветата се събира 7–9 години след засаждането и те постигат своя пълен потенциал след 20 години.

## Рискове и токсичност
В малки дози индийското орехче няма забележим ефект върху организма. При високи дози обаче (10 g или повече) то е слаб до средно силен халюциноген, като предизвиква видения и приятно усещане, подобен на този от марихуаната. Но си има причина, поради която то е непопулярно – ефектите продължават до 24 часа след първоначалната кулминация (ок. 12 часа след поглъщане) и има неприятни странични ефекти през време на целия процес, които продължават до 36 часа. Ако се използва редовно в големи количества, индийското орехче може да предизвика увреждане на черния дроб.
Индийското орехче е изключително отровно, ако се инжектира интравенозно. Прекалената употреба на тази подправка е също опасна и може да причини смърт. В миналото индийското орехче е било използвано за предизвикване на аборт и при прекалена употреба може да предизвика халюцинации, повдигане, обезводняване, обща телесна болка. Големи дози (7,5 грама или повече на един път) са опасни и водят до конвулсии и сърцебиене.